# Xiangfan Airport
Xiangfan Airport (kinesiska: 襄阳刘集机场) är en flygplats i Kina. Den ligger i provinsen Hubei, i den centrala delen av landet, omkring 260 kilometer nordväst om provinshuvudstaden Wuhan.
Runt Xiangfan Airport är det tätbefolkat, med 383 invånare per kvadratkilometer. Närmaste större samhälle är Xiangyang, 18,3 km sydväst om Xiangfan Airport. Trakten runt Xiangfan Airport består till största delen av jordbruksmark.
Genomsnittlig årsnederbörd är 862 millimeter. Den regnigaste månaden är augusti, med i genomsnitt 146 mm nederbörd, och den torraste är januari, med 8 mm nederbörd.